# Fundulus seminolis
Fundulus seminolis är en fiskart som beskrevs av Girard, 1859. Fundulus seminolis ingår i släktet Fundulus och familjen Fundulidae. IUCN kategoriserar arten globalt som livskraftig. Inga underarter finns listade i Catalogue of Life.